# Overlord : Les Larbins en folie
Overlord : Les Larbins en folie (Overlord: Minions) est un jeu vidéo développé par Climax et édité par Codemasters. Il s’agit d’un jeu d'action-aventure sorti sur Nintendo DS en juin 2009.